# Deutsche Eishockey Liga 2006-2007
La Deutsche Eishockey Liga 2006-2007 fu la tredicesima stagione della Deutsche Eishockey Liga. Al termine dei playoff gli Adler Mannheim vinsero il quinto titolo nella storia della DEL, diventando campioni di Germania per la sesta volta della loro storia.
Rispetto alle stagioni precedenti cambiò la modalità di accesso ai playoff, e furono inoltre sospesi i playout. Dalla stagione precedente i Kassel Huskies furono sostituiti dai campioni della 2. Eishockey-Bundesliga degli Straubing Tigers.

## Stagione regolare
Si disputò un girone unico per tutte e 14 le formazioni, con un doppio turno di andata e ritorno, nel quale al termine dei 60 minuti regolamentari, in caso di pareggio, le squadre si affrontarono negli shootout. Come novità solo alle prime sei squadre fu garantito l'accesso ai playoff, mentre quelle dal sesto al decimo disputarono un turno aggiuntivo per gli ultimi due posti validi per i playoff. Furono sospesi i playout.

### Classifica
|                     | Pos. | Squadra             | Pt  | G  | V  | VOT | POT | P  | GF  | GS  | DR   |
| ------------------- | ---- | ------------------- | --- | -- | -- | --- | --- | -- | --- | --- | ---- |
| Germania (bandiera) | 1.   | Adler Mannheim      | 107 | 52 | 29 | 6   | 8   | 9  | 184 | 147 | +37  |
|                     | 2.   | DEG Metro Stars     | 98  | 52 | 28 | 5   | 4   | 15 | 163 | 127 | +36  |
|                     | 3.   | Nürnberg Ice Tigers | 95  | 52 | 26 | 8   | 1   | 17 | 181 | 136 | +55  |
|                     | 4.   | ERC Ingolstadt      | 94  | 52 | 28 | 2   | 6   | 16 | 180 | 146 | +34  |
|                     | 5.   | Kölner Haie         | 91  | 52 | 26 | 2   | 9   | 15 | 177 | 135 | +42  |
|                     | 6.   | Hannover Scorpions  | 84  | 52 | 23 | 3   | 9   | 17 | 162 | 157 | +5   |
|                     | 7.   | Hamburg Freezers    | 83  | 52 | 20 | 10  | 3   | 19 | 169 | 153 | +16  |
|                     | 8.   | Frankfurt Lions     | 83  | 52 | 24 | 4   | 3   | 21 | 171 | 171 | 0    |
|                     | 9.   | Eisbären Berlino    | 77  | 52 | 22 | 2   | 7   | 21 | 171 | 157 | +14  |
|                     | 10.  | Krefeld Pinguine    | 71  | 52 | 18 | 6   | 5   | 23 | 170 | 173 | -3   |
|                     | 11.  | Iserlohn Roosters   | 70  | 52 | 18 | 6   | 4   | 24 | 148 | 163 | -15  |
|                     | 12.  | Straubing Tigers    | 56  | 52 | 12 | 8   | 4   | 28 | 135 | 189 | -54  |
|                     | 13.  | Augsburger Panther  | 48  | 52 | 11 | 6   | 3   | 32 | 148 | 205 | -57  |
|                     | 14.  | Füchse Duisburg     | 35  | 52 | 8  | 3   | 5   | 36 | 118 | 218 | -100 |

Legenda:

      Ammesse ai Playoff
      Ammesse alla Qualificazione Playoff
Note:

Tre punti a vittoria, due punti a vittoria dopo overtime, un punto a sconfitta dopo overtime, zero a sconfitta.

## Playoff
|  | Quarti di finale | Quarti di finale   | Quarti di finale    |                     |                     | Semifinali      | Semifinali | Semifinali |  |  | Finale | Finale         | Finale |
|  |                  |                    |                     |                     |                     |                 |            |            |  |  |        |                |        |
|  | 1                | Adler Mannheim     | 4                   |                     |                     |                 |            |            |  |  |        |                |        |
|  | 8                | Frankfurt Lions    | 1                   |                     |                     |                 |            |            |  |  |        |                |        |
|  | 8                | Frankfurt Lions    | 1                   |                     | 1                   | Adler Mannheim  | 3          |            |  |  |        |                |        |
|  |                  |                    |                     |                     | 1                   | Adler Mannheim  | 3          |            |  |  |        |                |        |
|  |                  | 5                  | Kölner Haie         | 0                   |                     |                 |            |            |  |  |        |                |        |
|  | 4                | 5                  | Kölner Haie         | 0                   | ERC Ingolstadt      | 2               |            |            |  |  |        |                |        |
|  | 4                |                    |                     |                     | ERC Ingolstadt      | 2               |            |            |  |  |        |                |        |
|  | 5                | Kölner Haie        | 4                   |                     |                     |                 |            |            |  |  |        |                |        |
|  |                  |                    |                     |                     |                     |                 |            |            |  |  | 1      | Adler Mannheim | 3      |
|  |                  |                    | 3                   | Nürnberg Ice Tigers | 0                   |                 |            |            |  |  |        |                |        |
|  | 2                | DEG Metro Stars    | 4                   |                     |                     |                 |            |            |  |  |        |                |        |
|  | 7                | Hamburg Freezers   | 1                   |                     |                     |                 |            |            |  |  |        |                |        |
|  | 7                | Hamburg Freezers   | 1                   |                     | 2                   | DEG Metro Stars | 1          |            |  |  |        |                |        |
|  |                  |                    |                     |                     | 2                   | DEG Metro Stars | 1          |            |  |  |        |                |        |
|  |                  | 3                  | Nürnberg Ice Tigers | 3                   |                     |                 |            |            |  |  |        |                |        |
|  | 3                | 3                  | Nürnberg Ice Tigers | 3                   | Nürnberg Ice Tigers | 4               |            |            |  |  |        |                |        |
|  | 3                |                    |                     |                     | Nürnberg Ice Tigers | 4               |            |            |  |  |        |                |        |
|  | 6                | Hannover Scorpions | 2                   |                     |                     |                 |            |            |  |  |        |                |        |

### Qualificazioni
| Squadra 1        | Totale | Squadra 2        | Gara 1 | Gara 2 | Gara 3 |
| ---------------- | ------ | ---------------- | ------ | ------ | ------ |
| Hamburg Freezers | 2 - 0  | Krefeld Pinguine | 5 - 3  | 5 - 3  |        |
| Frankfurt Lions  | 2 - 1  | Eisbären Berlino | 3 - 4  | 2 - 1  | 6 - 0  |

### Quarti di finale
| Squadra 1           | Totale | Squadra 2          | Gara 1    | Gara 2 | Gara 3    | Gara 4    | Gara 5    | Gara 6    | Gara 7 |
| ------------------- | ------ | ------------------ | --------- | ------ | --------- | --------- | --------- | --------- | ------ |
| Adler Mannheim      | 4 - 1  | Frankfurt Lions    | 4 - 3 dts | 6 - 2  | 2 - 1     | 2 - 4     | 3 - 2     |           |        |
| DEG Metro Stars     | 4 - 1  | Hamburg Freezers   | 3 - 2     | 4 - 0  | 5 - 4 dts | 1 - 3     | 6 - 1     |           |        |
| Nürnberg Ice Tigers | 4 - 2  | Hannover Scorpions | 3 - 5     | 2 - 3  | 3 - 0     | 3 - 2     | 3 - 2 dts | 3 - 2 dts |        |
| ERC Ingolstadt      | 2 - 4  | Kölner Haie        | 1 - 5     | 1 - 4  | 6 - 2     | 0 - 1 dts | 6 - 4     | 1 - 5     |        |

### Semifinali
| Squadra 1       | Totale | Squadra 2           | Gara 1 | Gara 2   | Gara 3    | Gara 4 | Gara 5 |
| --------------- | ------ | ------------------- | ------ | -------- | --------- | ------ | ------ |
| Adler Mannheim  | 3 - 0  | Kölner Haie         | 7 - 2  | 6 - 4    | 2 - 0     |        |        |
| DEG Metro Stars | 1 - 3  | Nürnberg Ice Tigers | 2 - 3  | 3 - 4 dr | 5 - 4 dts | 0 - 1  |        |

### Finale
| Squadra 1      | Totale | Squadra 2           | Gara 1    | Gara 2 | Gara 3 | Gara 4 | Gara 5 |
| -------------- | ------ | ------------------- | --------- | ------ | ------ | ------ | ------ |
| Adler Mannheim | 3 - 0  | Nürnberg Ice Tigers | 3 - 2 dts | 6 - 2  | 5 - 2  |        |        |